# Gold Coast
Gold Coast – szóste co do wielkości miasto Australii, główna część obszaru samorządowego City of Gold Coast, położone w południowo-wschodniej części stanu Queensland. Od północy graniczy ze stolicą stanu – Brisbane, dla którego jest miastem satelickim i częścią jego zespołu miejskiego zamieszkiwanego przez 3 mln osób. Jest także częścią regionu i aglomeracji South East Queensland zamieszkiwanego przez 4 mln osób. Znane jest przede wszystkim ze słonecznego, subtropikalnego klimatu, złocistych plaż, kwitnącego życia nocnego oraz wielu atrakcji turystycznych. Licznie odwiedzane przez miłośników surfingu oraz wszelkiego rodzaju sportów wodnych.

## Historia
Gold Coast powstało po połączeniu się ze sobą szeregu mniejszych miejscowości (tworząc miasto satelickie dla Brisbane), w którym mieszka około 640 778 osób. Rejon ten pozostawał niezamieszkany przez Europejczyków aż do 1823 r., kiedy to odkrywca, John Oxley, wylądował w miejscu zwanym dziś Mermaid Beach (na cześć jachtu Oxleya, HMS Mermaid). W 1875 roku założono Southport (obecnie dzielnica Gold Coast), który szybko zyskał sobie reputację prawdziwego raju wakacyjnego dla zamożnych mieszkańców Brisbane. W 1925 roku turystyka w tym rejonie zaczęła gwałtownie się rozwijać, głównie za sprawą Jima Cavilla, który założył hotel Surfers Paradise. W latach 40. dziennikarze i agenci nieruchomości zaczęli nazywać ten rejon „Gold Coast”. Nazwa ta została oficjalnie przyjęta w 1958 roku.

## Geografia
Gold Coast jest usytuowane w południowo-wschodnim narożniku stanu Queensland, na południe od Brisbane, stolicy stanu. Centrum Gold Coast jest oddalone o 66 km na południe od centrum Brisbane. Gold Coast rozciąga się oficjalnie od południowych krańców Logan City do granicy z Nową Południową Walią.
Od zachodu miasto graniczy z częścią Wielkich Gór Wododziałowych, potocznie znanych jako ‘Gold Coast Hinterland’, z których 206 km² zajmuje Park Narodowy Lamington, który wpisany jest na Listę światowego dziedzictwa UNESCO.
Główną rzeką w tym rejonie jest rzeka Nerang. Wiele terenów między pasem wybrzeża a Hinterlandem było niegdyś mokradłami, które zostały przez człowieka przekształcone w kanały. Jest ich łącznie ponad 260 kilometrów, czyli ponad 9 razy więcej niż w Wenecji.

### Klimat
Gold Coast leży w strefie klimatu subtropikalnego, z całorocznym okresem z letnimi temperaturami. Średnia temperatura roczna wynosi 25 °C w ciągu dnia i 17 °C w nocy. Najchłodniejszym miesiącem jest lipiec ze średnią temperaturą około 21 °C w dzień i 12 °C w nocy. Najcieplejszymi miesiącami są styczeń i luty ze średnią temperaturą 28–29 °C w dzień i 21 °C w nocy. Średnia opadów wynosi 1295 milimetrów w skali roku, najobfitszy w opady jest luty z 172 milimetrami.
| Miesiąc | Sty  | Lut  | Mar  | Kwi  | Maj  | Cze  | Lip  | Sie  | Wrz  | Paź  | Lis  | Gru  | Roczna |
| --- | ---- | ---- | ---- | ---- | ---- | ---- | ---- | ---- | ---- | ---- | ---- | ---- | ------ |
| Średnie temperatury w dzień [°C]                                                                                      | 28,7 | 28,6 | 27,9 | 25,9 | 23,6 | 21,3 | 21,1 | 22,0 | 23,9 | 25,4 | 26,8 | 27,8 | 25,2   |
| Średnie dobowe temperatury [°C]                                                                                       | 25,3 | 25,2 | 24,4 | 22,1 | 19,5 | 17,3 | 16,6 | 17,3 | 19,4 | 21,1 | 22,9 | 24,2 | 21,2   |
| Średnie temperatury w nocy [°C]                                                                                       | 21,8 | 21,8 | 20,8 | 18,3 | 15,4 | 13,2 | 12,0 | 12,5 | 14,8 | 16,8 | 19,0 | 20,5 | 17,2   |
| Opady [mm] | 137  | 172  | 109  | 133  | 108  | 119  | 48,7 | 61,7 | 43,9 | 86,1 | 118  | 136  | 1295   |
| Średnia liczba dni z opadami                                                                                          | 14,2 | 14,6 | 15,1 | 12,0 | 11,6 | 10,9 | 8,3  | 7,2  | 8,8  | 9,5  | 12,3 | 12,6 | 137    |
| Źródło: Bureau of Meteorology (liczba dni z opadami dla wartości 0,1 mm, wysokość 3 m n.p.m., nad oceanem, 1987-2018) |      |      |      |      |      |      |      |      |      |      |      |      |        |

| Miesiąc | Sty  | Lut  | Mar  | Kwi  | Maj  | Cze  | Lip  | Sie  | Wrz  | Paź  | Lis  | Gru  | Roczna |
| --- | ---- | ---- | ---- | ---- | ---- | ---- | ---- | ---- | ---- | ---- | ---- | ---- | ------ |
| Średnie temperatury w dzień [°C]                                                                                          | 29,0 | 28,8 | 27,8 | 26,0 | 23,7 | 21,3 | 20,7 | 21,6 | 24,0 | 25,7 | 26,5 | 28,3 | 25,3   |
| Średnie dobowe temperatury [°C]                                                                                           | 24,9 | 24,8 | 23,6 | 21,6 | 19,2 | 16,1 | 15,2 | 15,9 | 18,3 | 20,6 | 22,2 | 24,0 | 20,5   |
| Średnie temperatury w nocy [°C]                                                                                           | 20,8 | 20,7 | 19,4 | 17,1 | 14,7 | 10,9 | 9,7  | 10,1 | 12,5 | 15,5 | 17,8 | 19,7 | 15,7   |
| Opady [mm] | 131  | 180  | 166  | 158  | 153  | 83   | 72   | 60   | 49   | 102  | 124  | 170  | 1451   |
| Średnia liczba dni z opadami                                                                                              | 13,3 | 14,2 | 15,0 | 13,2 | 11,7 | 8,5  | 8,2  | 6,7  | 7,4  | 10,3 | 12,2 | 13,6 | 134    |
| Źródło: Bureau of Meteorology (liczba dni z opadami dla wartości 0,1 mm, wysokość 17 m n.p.m., 2 km od oceanu, 1981-2010) |      |      |      |      |      |      |      |      |      |      |      |      |        |

| Miesiąc | Sty  | Lut  | Mar  | Kwi  | Maj  | Cze  | Lip  | Sie  | Wrz  | Paź  | Lis  | Gru  | Roczna |
| --- | ---- | ---- | ---- | ---- | ---- | ---- | ---- | ---- | ---- | ---- | ---- | ---- | ------ |
| Średnie temperatury w dzień [°C]                                                                                      | 28,4 | 28,3 | 27,4 | 25,5 | 23,2 | 21,0 | 20,7 | 21,5 | 23,4 | 24,6 | 26,0 | 27,3 | 24,8   |
| Średnie dobowe temperatury [°C]                                                                                       | 24,7 | 24,6 | 23,6 | 21,3 | 18,6 | 16,2 | 15,4 | 16,0 | 18,4 | 20,3 | 22,1 | 23,5 | 20,4   |
| Średnie temperatury w nocy [°C]                                                                                       | 21,0 | 20,9 | 19,8 | 17,0 | 13,9 | 11,4 | 10,1 | 10,4 | 13,3 | 15,9 | 18,1 | 19,7 | 16,0   |
| Opady [mm] | 157  | 170  | 186  | 161  | 132  | 139  | 70   | 59   | 40   | 91   | 121  | 147  | 1499   |
| Średnia liczba dni z opadami                                                                                          | 14,3 | 16,2 | 18,1 | 15,7 | 14,9 | 13,2 | 10,1 | 8,1  | 8,5  | 10,4 | 12,4 | 13,6 | 156    |
| Źródło: Bureau of Meteorology (liczba dni z opadami dla wartości 0,1 mm, wysokość 4 m n.p.m., nad oceanem, 1982-2019) |      |      |      |      |      |      |      |      |      |      |      |      |        |

| Miesiąc | Sty  | Lut  | Mar  | Kwi  | Maj  | Cze  | Lip  | Sie  | Wrz  | Paź  | Lis  | Gru  | Roczna |
| --- | ---- | ---- | ---- | ---- | ---- | ---- | ---- | ---- | ---- | ---- | ---- | ---- | ------ |
| Średnie temperatury w dzień [°C]                                                                                            | 29,1 | 28,8 | 27,7 | 25,7 | 23,3 | 21,0 | 20,8 | 22,2 | 25,0 | 26,4 | 27,3 | 28,8 | 25,5   |
| Średnie dobowe temperatury [°C]                                                                                             | 24,7 | 24,7 | 23,5 | 21,3 | 18,6 | 16,4 | 15,6 | 16,5 | 19,2 | 21,0 | 22,4 | 24,0 | 20,6   |
| Średnie temperatury w nocy [°C]                                                                                             | 20,2 | 20,5 | 19,2 | 16,8 | 13,9 | 11,7 | 10,3 | 10,7 | 13,3 | 15,5 | 17,4 | 19,2 | 15,7   |
| Opady [mm] | 144  | 199  | 133  | 139  | 136  | 79   | 57   | 46   | 45   | 89   | 123  | 166  | 1350   |
| Średnia liczba dni z opadami                                                                                                | 12,3 | 12,6 | 12,7 | 10,4 | 10,0 | 6,7  | 6,3  | 5,7  | 5,9  | 9,3  | 10,9 | 12,2 | 115    |
| Źródło: Bureau of Meteorology (liczba dni z opadami dla wartości 0,1 mm, wysokość 111 m n.p.m., 15 km od oceanu, 1981-2010) |      |      |      |      |      |      |      |      |      |      |      |      |        |

| Sty  | Lut  | Mar  | Kwi  | Maj  | Cze  | Lip  | Sie  | Wrz  | Paź  | Lis  | Gru  | Rok  |
| ---- | ---- | ---- | ---- | ---- | ---- | ---- | ---- | ---- | ---- | ---- | ---- | ---- |
| 26,1 | 27,1 | 26,3 | 25,4 | 24,1 | 22,6 | 21,5 | 21,5 | 21,9 | 22,7 | 24,4 | 25,4 | 24,1 |

## Transport

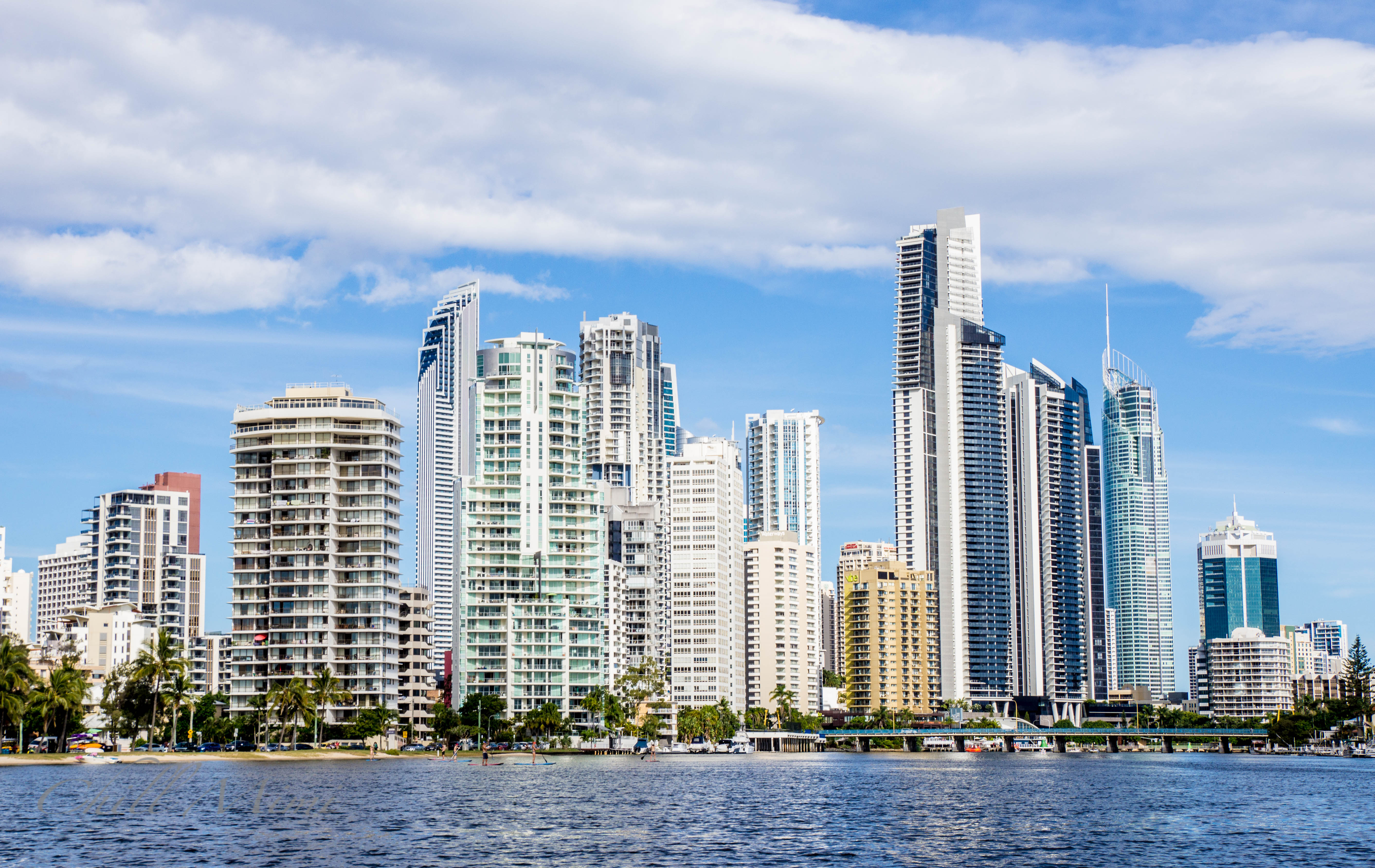
Centrum miasta

Gold Coast posiada bardzo rozbudowaną sieć komunikacji miejskiej, wliczając w to autobusy, pociągi i tramwaje. Dominującą rolę w transporcie miejskim nadal odgrywają samochody, lecz ciągły wzrost liczby mieszkańców prowadzi do coraz częstszego powstawania korków. Zmusiło to rząd stanu Queensland i radę miejską do położenia nacisku na dalszy rozwój komunikacji miejskiej.
W 2018 r. oddano do użytku kolejny odcinek systemu tramwajowego łączący Helensvale ze szpitalem uniwersyteckim Gold Coast.
Port lotniczy Gold Coast jest usytuowany nieopodal Coolangatta, około 22 kilometrów na południe od centrum miasta. Realizuje ono połączenia do głównych miast Australii, Nowej Zelandii oraz do niektórych krajów azjatyckich. W 2017 roku obsłużył 6,5 mln pasażerów. Port lotniczy Brisbane to główny międzynarodowy port lotniczy aglomeracji, położony jest 75 km na północ od miasta, w 2017 roku obsłużył 23,2 mln pasażerów.

## Sport
W latach 1997–2008 w Gold Coast rozgrywany był kobiecy turniej tenisowy Australian Women’s Hardcourts cyklu WTA. W Gold Coast co roku odbywają się Mistrzostwa Oceanii U-20 w rugby union mężczyzn. Odbyły się tutaj Igrzyska Wspólnoty Narodów 2018.
Głównym klubem piłkarskim jest Gold Coast United FC rozgrywający swoje mecze na Robina Stadium o pojemności 27 400 widzów.

## Turystyka

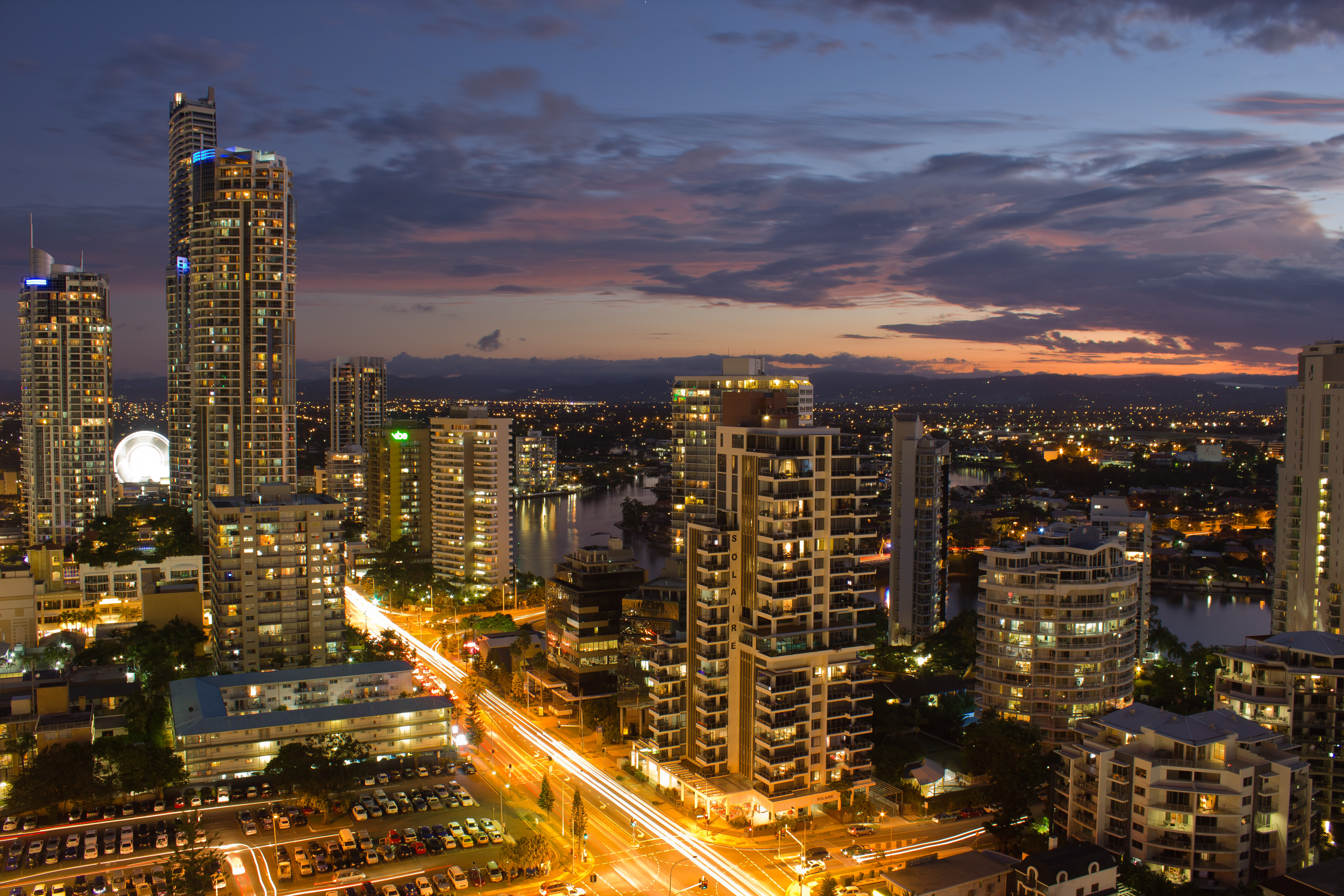
Gold Coast w nocy

Turystyka jest głównym źródłem dochodu miasta, przynoszącego rocznie blisko 2,5 miliarda dolarów zysku. Gold Coast jest najpopularniejszą lokalizacją turystyczną w Queenslandzie. Z tego tytułu kasę miejską zasila rocznie blisko 335 milionów dolarów. Miasto oferuje bardzo bogate możliwości zakwaterowania: od schronisk dla backpackerów i samotnych podróżników po ekskluzywne, pięciogwiazdkowe hotele w centrum. Najpopularniejszą formą zakwaterowania są czterogwiazdkowe apartamenty.
Głównymi atrakcjami są plaże, Park Narodowy Lamington oraz różnego rodzaju parki tematyczne, m.in.: Dreamworld, Sea World, Warner Bros. Movie World, WhiteWater World, Fleays Wildlife Park i inne. Gold Coast stanowi też bazę do dalszego zwiedzania stanu Queensland, a także oferuje loty nad Wielką Rafą Koralową oraz na Wyspę Lady Elliot. Wet'n'Wild Gold Coast to jeden z najczęściej odwiedzanych parków wodnych na świecie, odwiedzany jest co roku przez ok. 1,1 mln osób. W pobliskich wodach jest możliwość obserwowania wielorybów, m.in. poprzez rejsy wycieczkowe Whales In Paradise.

### Q1 Tower

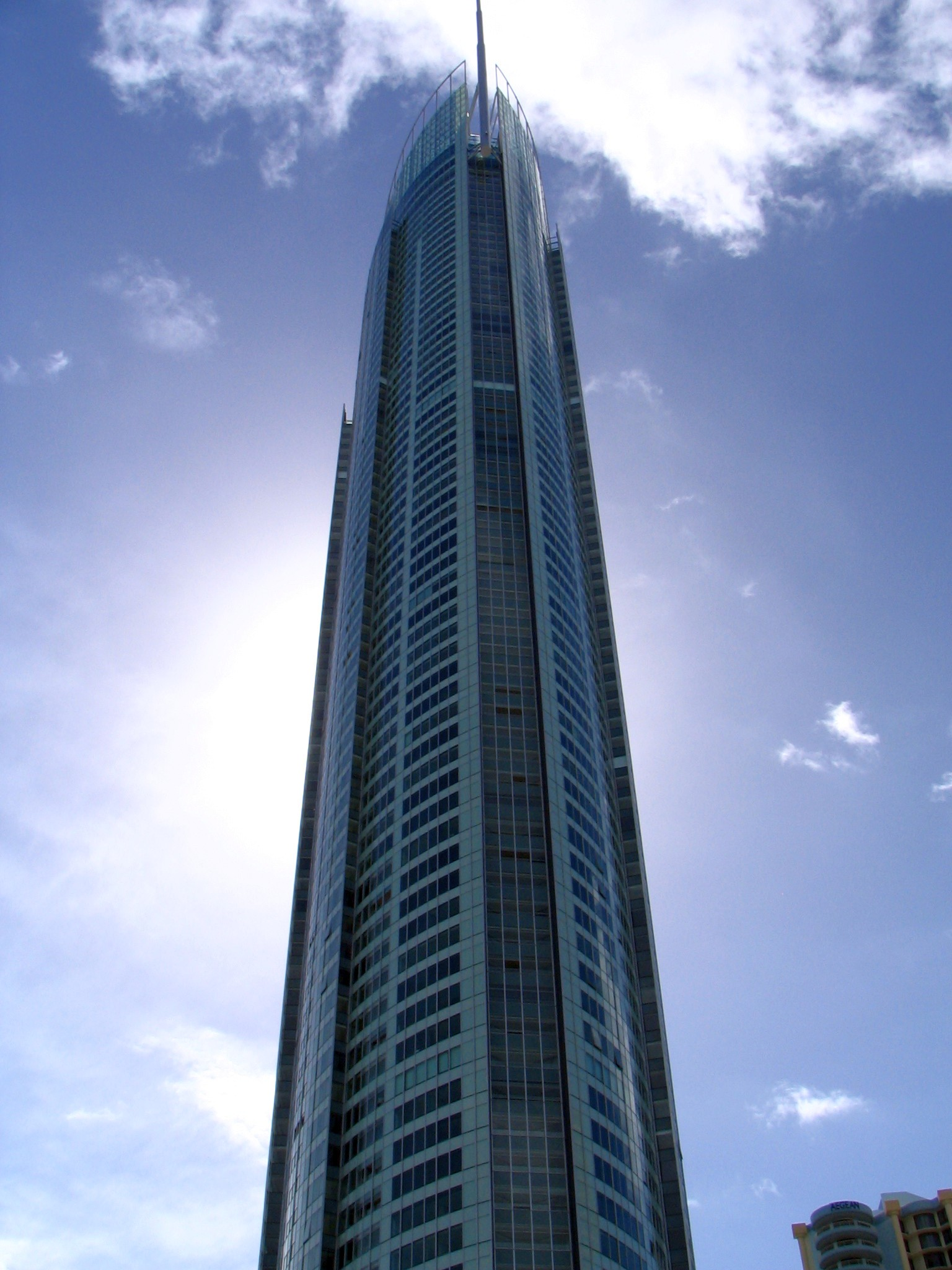
Q1 Tower

Od czasu jego otwarcia w 2005 roku, budynek Q1 Tower stał się popularny zarówno wśród turystów, jak i miejscowych. Balkon widokowy na 77. piętrze jest najwyżej położonym tego rodzaju punktem w całym stanie Queensland i umożliwia szeroką obserwację we wszystkich kierunkach. Budynek ma 275 m wysokości (z iglicą 323 m).

## Przemysł filmowy
Gold Coast jest głównym centrum produkcji filmowych w całym stanie Queensland. Ocenia się, że od początku lat dziewięćdziesiątych blisko 75% całej produkcji filmowej w Queenslandzie jest realizowane właśnie w Gold Coast. Wydatki na przemysł filmowy sięgają blisko 150 milionów dolarów rocznie. Gold Coast jest także trzecim co do wielkości centrum filmowym w Australii (tuż za Sydney i Melbourne).
Wytwórnia filmowa Warner Bros. posiada na obrzeżach Gold Coast własne studio, w którym kręcono ujęcia do filmów takich jak Scooby Doo czy Dom woskowych ciał.
Rząd stanu Queensland aktywnie wspiera produkcję filmową i telewizyjną oraz zapewnia wsparcie za pomocą organizacji Pacific Film and Television Commission.
W Gold Coast był także kręcony popularny serial telewizyjny dla młodzieży – H2O – wystarczy kropla.